# SN 2006L
SN 2006L – supernowa typu IIn odkryta 17 stycznia 2006 roku w galaktyce A130711+2838. W momencie odkrycia miała maksymalną jasność 19,90m.